# ميسيل باركر
ميسيل باركر (بالإنجليزية: Angel Parker)‏ هي ممثلة أمريكية، ولدت في 17 أكتوبر 1980 في لوس أنجلوس في الولايات المتحدة.

## وصلات خارجية
- الموقع الرسمي
- ميسيل باركر على موقع IMDb (الإنجليزية)
- ميسيل باركر على موقع قاعدة بيانات الفيلم (الإنجليزية)